# Ново (Кирилловский район)
Ново — деревня в Кирилловском районе Вологодской области.
Входит в состав Ферапонтовского сельского поселения, с точки зрения административно-территориального деления — в Ферапонтовский сельсовет.
Расстояние по автодороге до районного центра Кириллова — 26,5 км, до центра муниципального образования Ферапонтово — 13,5 км. Ближайшие населённые пункты — Запань-Нова, Дергаево, Дор, Теряево, Глебовское.
По переписи 2002 года население — 6 человек.